# Qapsjaghaj
Qapsjaghaj (kazakiska: Қапшағай) eller Kaptjagaj (ryska: Капчагай) är en stad i sydöstra Kazakstan, belägen vid Qapsjaghajreservoaren, 76 kilometer norr om Almaty. Qapsjaghaj har 38 456 invånare (år 2008).